# Championnats du monde de gymnastique acrobatique 2004
Navigation
Édition précédente Édition suivante
Les championnats du monde de gymnastique acrobatique 2004, dix-neuvième édition des championnats du monde de gymnastique acrobatique, ont eu lieu du 21 au 23 mai 2004 à Liévin, en France.